# Volo JAT Airways 367
Il volo JAT Yugoslav Airlines 367 era un McDonnell Douglas DC-9-32 (registrazione YU-AHT) esploso poco dopo il sorvolo del Non-directional beacon Hermsdorf (situato a Hinterhermsdorf, nell'attuale comune di Sebnitz), Germania Est, mentre era in rotta da Stoccolma a Belgrado il 26 gennaio 1972. L'aereo, pilotato dal comandante Ludvik Razdrih e dal primo ufficiale Ratko Mihic, si ruppe in tre pezzi e andò fuori controllo, schiantandosi vicino al villaggio di Srbská Kamenice in Repubblica Ceca. Dei 28 a bordo, 27 morirono durante l'impatto a terra e solo uno, l'assistente di volo Vesna Vulović, sopravvisse.

## Il disastro

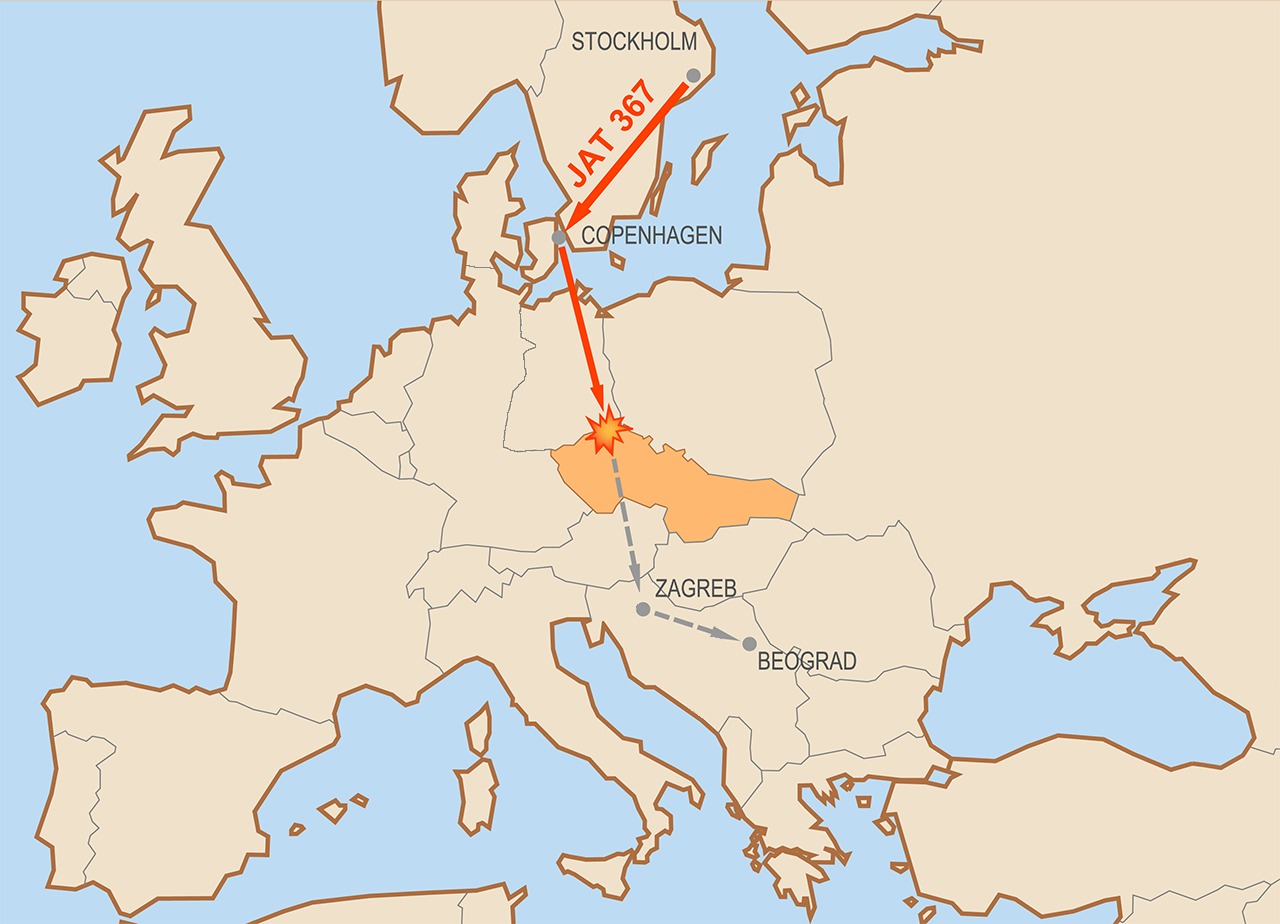
La rotta prevista dal volo 367.

L'equipaggio secondario del volo JAT 367, in volo da Stoccolma a Belgrado con scalo a Copenaghen e Zagabria, giunse in Danimarca la mattina del 25 gennaio 1972. Il volo partì dall'aeroporto di Stoccolma-Arlanda alle 13:30 del 26 gennaio. L'aereo, un McDonnell Douglas DC-9-32, atterrò all'aeroporto di Copenaghen alle 14:30, dove è stato rilevato da Vulović e dai suoi colleghi. "Dato che era tardi, eravamo nel terminal e l'abbiamo visto parcheggiare", come riferì la Vulović. "Ho visto tutti i passeggeri e l'equipaggio scendere dall'aereo. Un uomo sembrava terribilmente infastidito. Non sono stata solo io a notarlo. Anche gli altri membri dell'equipaggio lo hanno visto, così come il direttore della stazione di Copenaghen. Penso che sia stato l'uomo che ha messo la bomba nel bagaglio. Credo che avesse registrato un bagaglio a Stoccolma, fosse sceso a Copenaghen e non sia mai risalito sul volo".
Il volo 367 partì dall'aeroporto di Copenaghen alle 15:15. Alle 16:01 un'esplosione squarciò il bagagliaio del DC-9. L'esplosione causò la frantumazione dell'aereo sopra il villaggio cecoslovacco di Srbská Kamenice. Vesna Vulović fu l'unica sopravvissuta dei 28 occupanti tra passeggeri ed equipaggio. Alcuni rapporti affermavano che la hostess era nella parte posteriore dell'aereo quando si era verificata l'esplosione, ma lei stessa affermò che le era stato detto che era stata trovata nella sezione centrale dell'aereo. Fu scoperta da un abitante del villaggio, Bruno Honke, che la sentì urlare tra le macerie. La sua uniforme turchese era ricoperta di sangue e i suoi tacchi a spillo da 76 mm erano stati strappati dalla forza dell'impatto. Honke era stato un medico durante la seconda guerra mondiale e fu in grado di mantenere in vita Vesna fino all'arrivo dei soccorritori. Rimase in coma per 27 giorni temporaneamente paralizzata dalla vita in giù, ma sopravvisse. Continuò a lavorare per la JAT, seppur svolgendo lavori d'ufficio.
Tra il 1962 e il 1982, i nazionalisti croati effettuarono ben 128 attacchi terroristici contro obiettivi civili e militari jugoslavi. Le autorità jugoslave sospettavano che i terroristi croati emigrati (Ustascia) fossero responsabili dell'abbattimento del volo 367. Il giorno dell'incidente esplose una bomba a bordo di un treno in viaggio da Vienna a Zagabria, ferendone sei. Un uomo, descrivendosi come un nazionalista croato, chiamò il quotidiano svedese Kvällsposten il giorno seguente e rivendicò l'attentato al volo 367. Non sono mai stati effettuati arresti. L'autorità dell'aviazione civile cecoslovacca in seguito attribuì l'esplosione a una bomba contenuta in una valigetta.

## Teoria complottista sull'abbattimento

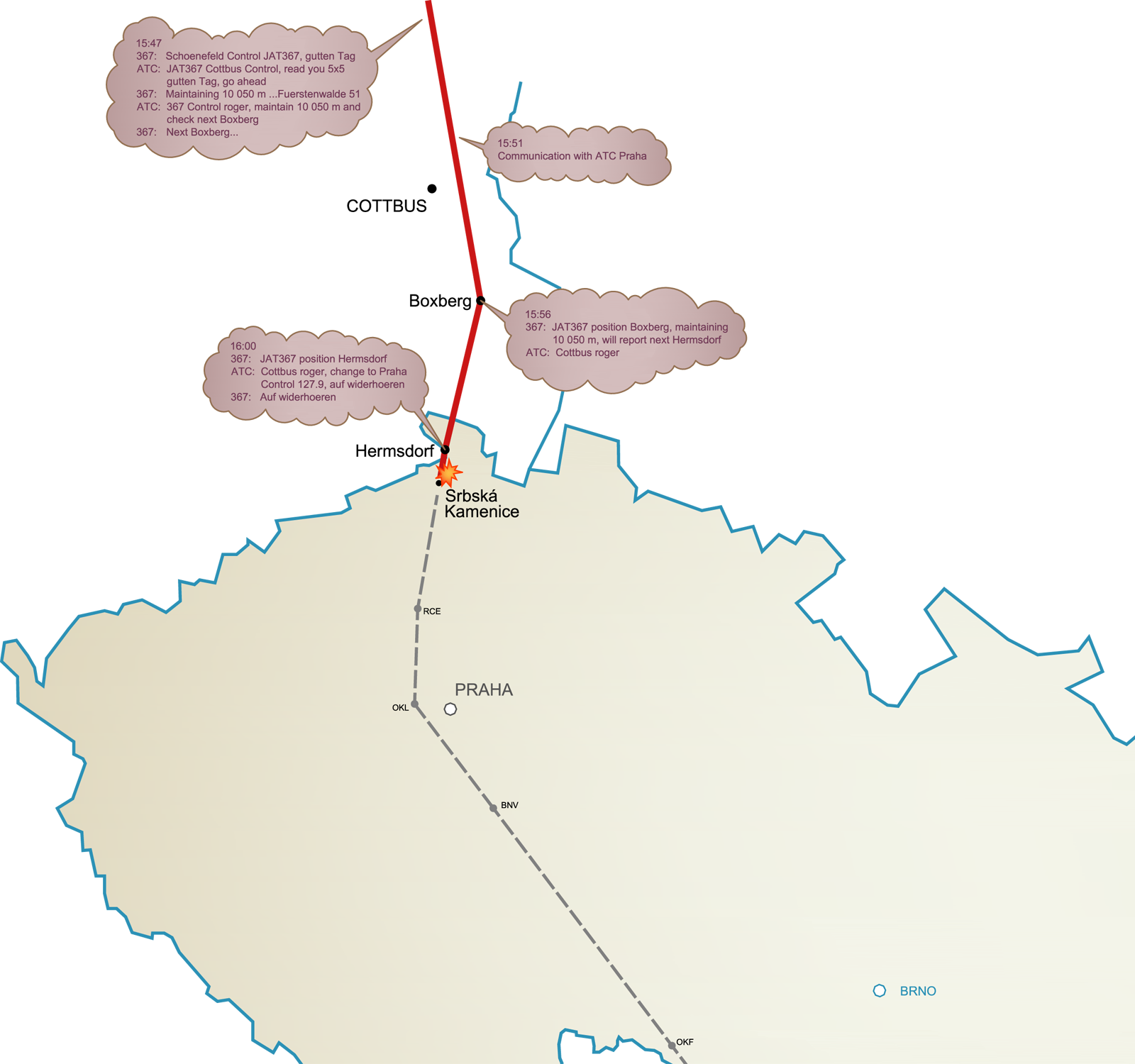
Mappa raffigurante gli ultimi 20 minuti del volo.

La causa ufficialmente dichiarata sull'incidente del volo 367 è stata contestata occasionalmente nel corso degli anni da teorie del complotto. Ad esempio, nel 1997 il periodico ceco Letectví a kosmonautika riferì che l'aereo era stato abbattuto per errore dalle difese aeree cecoslovacche.
La discussione sui diversi aspetti dell'incidente è stata riaperta l'8 gennaio 2009, quando la rivista tedesca Tagesschau ha pubblicato un articolo dei giornalisti investigativi Peter Hornung e Pavel Theiner. Presumibilmente sulla base di documenti appena ottenuti principalmente dall'autorità ceca per l'aviazione civile, hanno concluso che era "estremamente probabile" che l'aereo fosse stato abbattuto per errore a poche centinaia di metri dal suolo da un caccia MiG dell'aviazione cecoslovacca, essendo stato scambiato per un aereo nemico durante un tentativo di atterraggio forzato. Tutte le prove che suggeriscono che l'aereo sia stato distrutto ad alta quota da esplosivi posti in una valigia sarebbero state quindi falsificate dalla polizia segreta cecoslovacca.
A riprova del fatto che il DC-9 si era distrutto a un'altitudine inferiore, i giornalisti citarono alcuni testimoni oculari di Srbská Kamenice, che avevano visto l'aereo bruciare, ma ancora intatto, sotto le nuvole basse, e la conferma di un esperto di aviazione serbo (che era stato presente sul luogo dello schianto) che l'area dei detriti era troppo piccola per uno schianto dall'alto; ci si riferì anche agli avvistamenti di un secondo aereo. Secondo Hornung, il volo 367 entrò in difficoltà, "è entrato in una ripida discesa e si è trovato in un'area militare sorvegliata", vicino a un impianto di armi nucleari. Tuttavia, lo stesso Hornung affermò che per la sua teoria "ci sono solo indicazioni, nessuna prova".

### Scetticismo

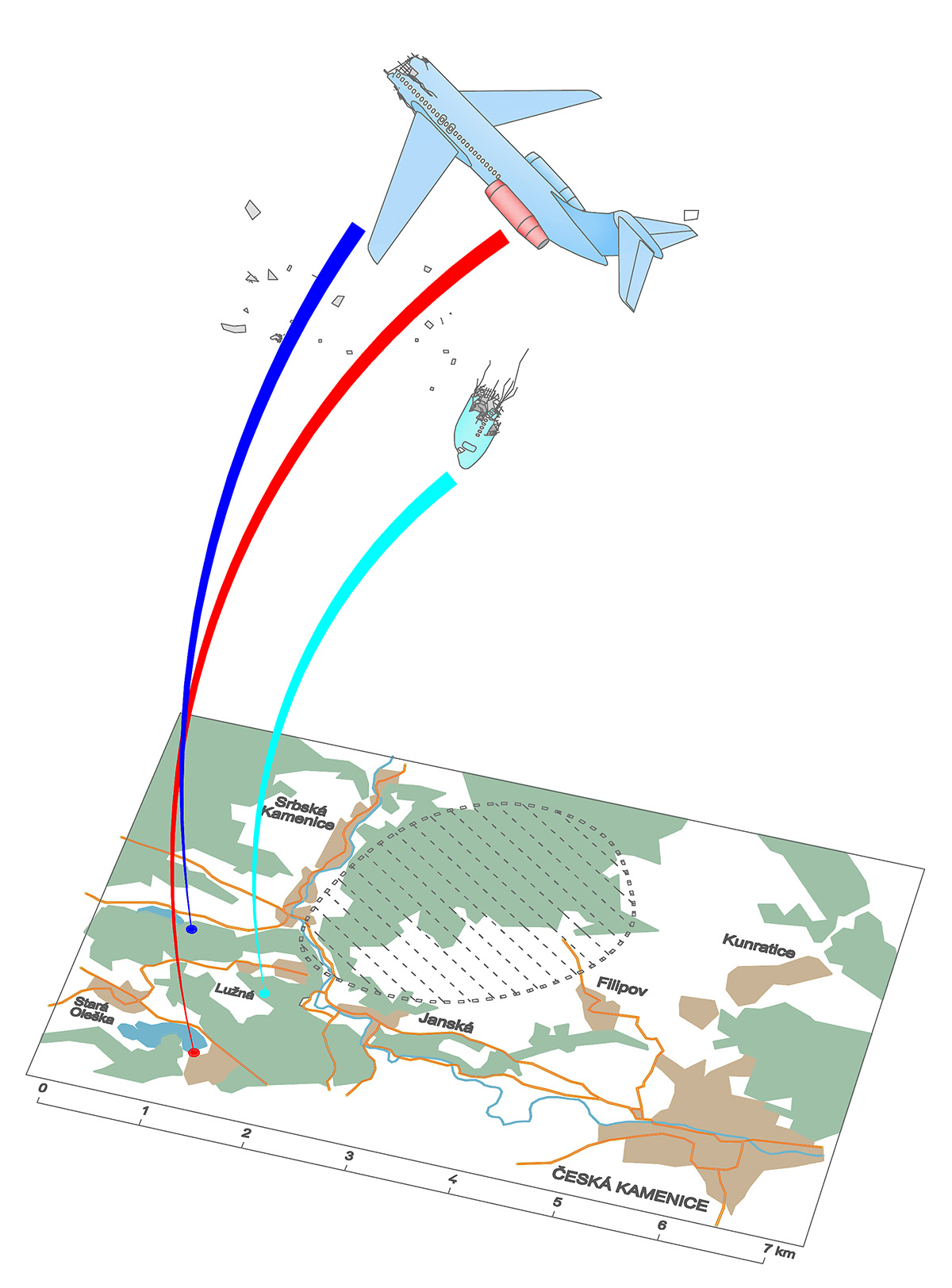
Ricostruzione della caduta dei rottami dell'aereo.

La Vulović (che non aveva memoria dello schianto o del volo dopo l'imbarco) fece un riferimento alle affermazioni secondo cui l'aereo aveva tentato un atterraggio di emergenza o che era sceso a una quota così bassa come una "assurdità incredibile". Un rappresentante della Guinness World Records, secondo il quotidiano tedesco Die Tageszeitung, disse "sembra che all'epoca la Guinness fosse stata ingannata da questa truffa proprio come il resto dei media".
L'Autorità per l'aviazione civile respinse la teoria del complotto come speculazione dei media, che appare di volta in volta. La sua portavoce ha aggiunto che gli esperti dell'Autorità non avrebbero commentato e che i risultati dell'indagine ufficiale sono stati messi in discussione principalmente a causa dell'attrattiva mediatica della storia.
La rivista ceca Technet ha citato un esperto dell'esercito ceco: "In caso di violazione dello spazio aereo, l'incidente non sarebbe stato causato da missili anti-aerei, ma da aerei da combattimento. Inoltre non sarebbe possibile nascondere tale incidente, in quanto vi sarebbero circa 150-200 persone a conoscenza dell'incidente. Non avrebbero alcun motivo per non parlare dell'incidente oggi". Un potenziale lancio di missili sarebbe udibile e particolarmente visibile per migliaia di persone e per molto tempo. Afferma inoltre che per l'aereo jugoslavo era tecnicamente impossibile entrare in uno "stato d'emergenza" dal livello di volo comprovato alla bassa quota e al luogo in cui sarebbe stato abbattuto. Inoltre viene affermato che l'area dei detriti non era "troppo piccola", ma che le parti principali erano a più di 1,5 km di distanza. Inoltre, il soldato della difesa aerea cecoslovacca operante il radar il giorno dello schianto dichiarò in un'intervista del 2009 che qualsiasi caccia cecoslovacco sarebbe stato notato dalla difesa aerea della Germania Est.
La prova principale contro una tale teoria sono i dati di volo ottenuti dalla scatola nera, che ha fornito i dati esatti su tempo, velocità, direzione, accelerazione e altitudine dell'aereo al momento dell'esplosione. Entrambe le scatole nere sono state aperte e analizzate dalle società di servizi di Amsterdam alla presenza di esperti della Cecoslovacchia, della Jugoslavia e dei Paesi Bassi.
La caduta di Vesna Vulović è stata oggetto di un episodio della serie MythBusters, che concludeva che era possibile sopravvivere alla caduta a seconda di come fosse atterrato il relitto in cui ci si trovava.

## Vesna Vulović

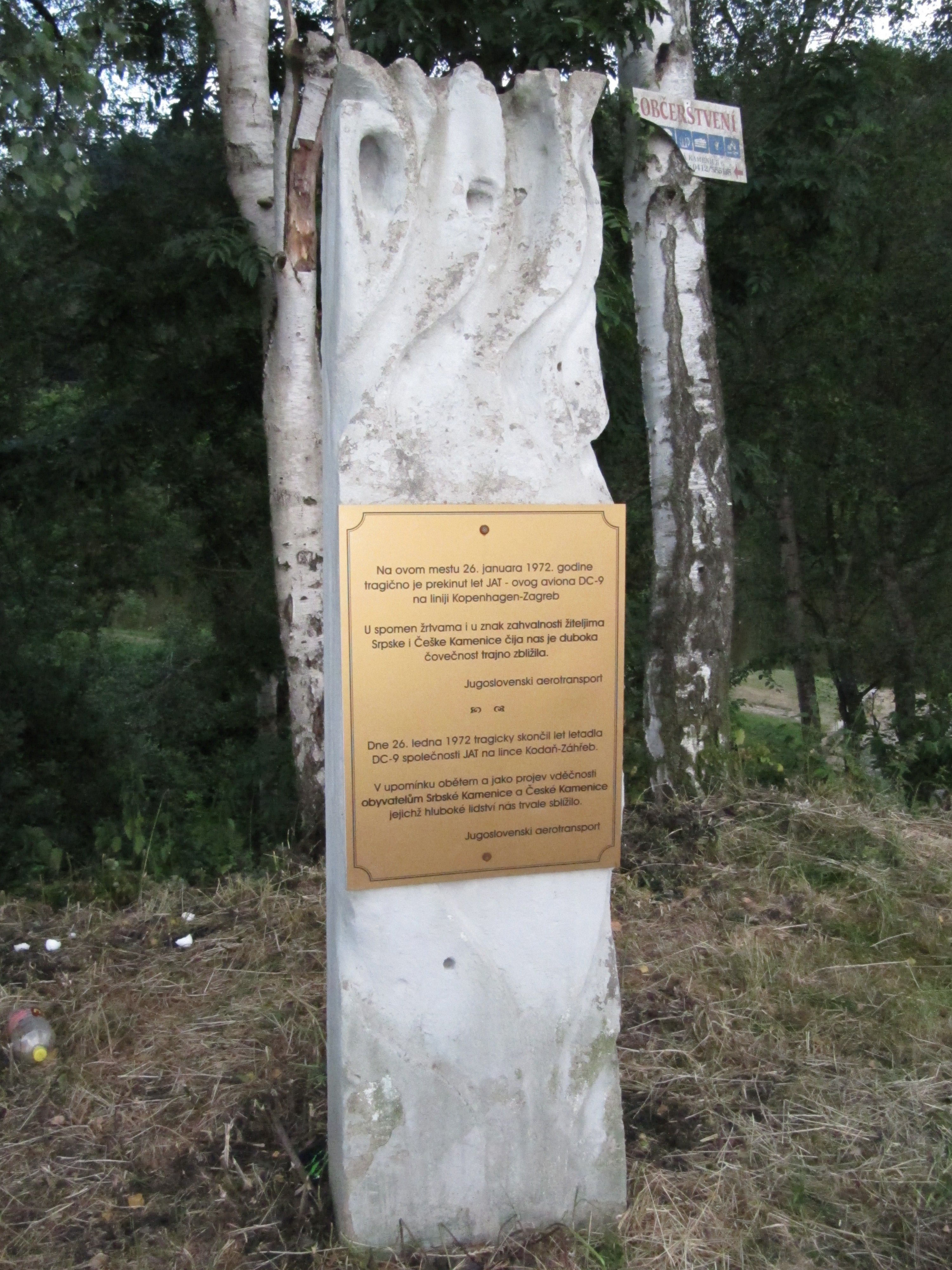
Monumento a Srbská Kamenice che commemora l'incidente.

Vesna Vulović detiene il record ufficiale nel Guinness dei primati per la sopravvivenza a una caduta libera senza paracadute. Ricevette il premio Guinness da Paul McCartney in persona.
Una delle principali celebrità in Jugoslavia, Vesna Vulović fu un'ospite frequente nei programmi televisivi nazionali come Maksovizija di Milovan Ilić Minimaks fino agli anni '90. Ha partecipato alle commemorazioni annuali sul luogo dell'incidente fino a quando non sono state fermate nel 2002. La figlia del pompiere che l'ha salvata porta il suo nome, così come un hotel locale chiamato Pension Vesna nella Repubblica Ceca, vicino al luogo dell'incidente.